# Robert Risch (Mathematiker)
Robert Henry Risch (* 1939) ist ein US-amerikanischer Mathematiker, der sich mit Computeralgebra beschäftigt.

## Leben und Wirken
Risch promovierte 1968 an der University of California, Berkeley bei Maxwell Rosenlicht. In seiner Dissertation The problem of integration in finite terms löste er das Problem der algebraischen Integration elementarer Funktionen, das schon Joseph Liouville im 19. Jahrhundert aufgeworfen hatte.
Dabei wird nach einem Algorithmus gefragt, welcher einerseits entscheiden kann, ob das unbestimmte Integral einer elementaren Funktion durch andere elementare Funktionen ausdrückbar ist, und andererseits diesen Ausdruck finden soll. „Elementar“ sind Funktionen, die mit Hilfe der elementaren arithmetischen Operationen inklusive der Verkettung aus Wurzelausdrücken, trigonometrischen Funktionen (mit Umkehrfunktionen), dem Logarithmus und der Exponentialfunktion in endlichen Termen gebildet werden können.
Der entsprechende Algorithmus heißt Risch-Algorithmus, dessen vollständige Implementierung im Computer eine komplexe, nicht-triviale Aufgabe war. Sie wurde erst durch Manuel Bronstein 1990 erreicht (im Computeralgebrasystem Axiom).
Nach seiner Promotion arbeitete er im IBM Thomas Watson Research Center, von 1970 bis 1972 am Institute for Advanced Study.